# Hauptsturmführer
A Hauptsturmführer (ˈhaʊ̯pt.ʃtʊʁm.fyːʀɐ) a náci párt félkatonai rangja volt, melyet több szervezetüknél is alkalmaztak, mint például az SS-nél, az NSKK-nál és az NSFK-nál. A Hauptsturmführer közepes szintű parancsnoki rang volt, a Német Hadseregen belül a századossal volt egyenértékű.
A Hauptsturmführer rang a korábbi Sturmhauptführerből nőtte ki magát, és eredetileg a Sturmabteilung (SA) számára hozták létre. Az SS a Sturmhauptführer rangot 1930. és 1934. között használta, majd a hosszú kések éjszakája után a rang nevét Hauptsturmführerre módosították, de a jelvény változatlan maradt. A Sturmhauptführer egészen 1945-ig használatban maradt az SA-nál.
Az SS leghírhedtebb tagjai közül több is viselte a Hauptsturmführer rangot. Közéjük tartozik Josef Mengele, az Auschwitzba rendekt orvos, Klaus Barbie, Lyon Gestapo főnöke, Josef Kramer, a Bergen-belseni koncentrációs tábor parancsnoka, Alois Brunner, Adolf Eichmann segédje és Amon Göth, aki több hullámban is tömeggyilkosságot követett el (Tarnów és Krakkó gettóinak a likvidálása, a Szebnie mellett lévő tábor és a Krakkó-Płaszów koncentrációs tábor, ahogy az szerepel a Schindler listája című filmben is).
A Hauptsturmführer rendfokozat jelvénye egy fekete gallérkitűzőn elhelyezett két ezüst sáv és három ezüst csillag, melyet az SS rendjelével ellenkezőleg viseltek. A szárazföldi szürke általános egyenruha váll-lapján megjelentek a Hauptmann jelzései is. A Hauptsturmführer rang alatt az Obersturmführer, felette pedig a Sturmbannführer helyezkedett el.

## Jelzések

Váll-lap
Katonai rejtőzködés
Jelvény
SA Jelvény
NSKK jelvény
NSFK jelvény

## Bibliográfia
- Flaherty, T. H.. The Third Reich: The SS. Time-Life Books, Inc [1988] (2004). ISBN 1-84447-073-3
- McNab, Chris. The SS: 1923–1945. Amber Books Ltd (2009a). ISBN 978-1-906626-49-5
- McNab, Chris. The Third Reich. Amber Books Ltd (2009b). ISBN 978-1-906626-51-8
- Miller, Michael. Leaders of the SS and German Police, Vol. 1. R. James Bender Publishing (2006). ISBN 93-297-0037-3